# Unió Democràtica Croata de Bòsnia i Hercegovina
La Unió Democràtica Croata de Bòsnia i Hercegovina (croat Hrvatska Demokratska Zajednica Bosne i Hercegovine HDZ-BiH) és un partit polític dels croats de Bòsnia i Hercegovina. És un partit germà de la Unió Democràtica Croata. És membre observador del Partit Popular Europeu.
El partit es va formar el 18 d'agost de 1990 al congrés del partit celebrat a Sarajevo, i ha participat en totes les eleccions lliures celebrades a Bòsnia i Hercegovina des de 1991. Periòdicament es va guanyar el suport de l'electorat croat fins a 2000, i va participar en el govern. Va tornar al poder el 2002, on va romandre fins al 2006.
En les eleccions generals de Bòsnia i Hercegovina de 2002 el partit formà part de la Coalició (Koalicija), que va guanyar un 9,5% dels vots i 5 dels 42 escons a la Cambra de Representants de Bòsnia i Hercegovina i 16 dels 140 escons a la Cambra de Representants de la Federació de Bòsnia i Hercegovina. Posteriorment ha patit dues escissions:
- Nova Iniciativa Croata (Nova Hrvatska Inicijativa, NHI), dirigit per Krešimir Zubak.
- Unió Democràtica Croata 1990 (Hrvatska demokratska zajednica 1990, HDZ 1990), dirigida per Božo Ljubić.

Entre els principals líders hi ha hagut Mate Boban, Jadranka Prlić, Dario Kordica, Ante Jelavić, Dragan Covic i Ivo Miro Jovic. Dario Kordica va ser declarat culpable de crims de guerra al Tribunal Penal Internacional per a l'antiga Iugoslàvia. Prlić va ser condemnat per crims de guerra derivats de la seva participació en la República Croata d'Herceg-Bòsnia.

## Eleccions de 2006
A les eleccions generals de Bòsnia i Hercegovina de 2006, el partit va obtenir:
- 3 de 42 escons a la Cambra de Representants de Bòsnia i Hercegovina.
- 8 dels 98 escons a la Cambra de Representants de la Federació de Bòsnia i Hercegovina
- 2 dels 35 escons a l'assemblea del cantó de Zenica-Doboj
- 6 dels 30 escons a l'assemblea del Cantó de Bòsnia Central
- 7 de 30 escons a l'Assemblea del cantó d'Hercegovina-Neretva
- 7 de 21 escons a l'assemblea del cantó de Posavina
- 5 de 10 escons a l'Assemblea del Cantó 10
- 9 de 23 escons a l'Assemblea de Cantó d'Hercegovina Occidental

## Líders del partit
- Davorin Perinović (1990)
- Stjepan Kljujić (1990-1992)
- Milenko Brkić (1992)
- Mate Boban (1992-1994)
- Dario Kordić (1994-1995)
- Božo Rajić (1995-1998)
- Ante Jelavić (1998-2002)
- Bariša Čolak (2002-2005)
- Dragan Čović (2005-)